# Othomaera thrixi
Othomaera thrixi is een vlokreeftensoort uit de familie van de Maeridae. De wetenschappelijke naam van de soort werd voor het eerst geldig gepubliceerd in 1975 door Graham C. D. Griffiths.